# Нікулін Віктор Михайлович
Віктор Михайлович Нікулін (1904, село Покровка Пржевальського повіту Семиріченської області, тепер Киргизстан — 1961, місто Москва, тепер Російська Федерація) —  радянський діяч, 1-й секретар Самаркандського обласного комітету КП(б) Узбекистану, 1-й секретар Іссик-Кульського і Джалал-Абадського обласних комітетів КП(б) Киргизії.

## Життєпис
Народився в родині сільського народного вчителя. У 1913 році закінчив два класи парафіяльного училища в Ташкенті. У 1917 році закінчив початкове училище в місті Скобелеві (Фергані).
У січні 1919 — липні 1921 року — музикант 4-го Туркестанського радянського стрілецького полку РСЧА в місті Скобелеві.
З липня 1921 по березень 1922 року був безробітним, проживав у брата в Ташкенті. У 1922 році закінчив восьмимісячні вечірні загальноосвітні курси в Ташкенті.
У березні — грудні 1922 року — робітник кустарного миловарного заводу в Ташкенті.
З грудня 1922 по листопад 1923 року — безробітний, проживав у брата в Ташкенті. У 1923 році закінчив перший курс Ташкентського механічного технікуму.
У листопаді 1923 — лютому 1926 року — електромонтер трамваю у Ташкенті. У 1924 році вступив до комсомолу.
З лютого по травень 1926 року — секретар комсомольського колективу Ташкентського заводу «Ташкентський трамвай».
У травні 1926 — січні 1927 року — завідувач організаційного відділу Центрального районного комітету ЛКСМ Узбекистану міста Ташкента.
Член ВКП(б) з жовтня 1926 року.
У січні 1927 — липні 1928 року — інструктор-представник Ташкентського окружного комітету ЛКСМ Узбекистану в окружній Раді професійних спілок.
З липня по листопад 1928 року — заступник голови правління Ташкентської окружної спілки сільськогосподарських робітників.
У листопаді 1928 — квітні 1929 року — заступник голови правління Ташкентської окружної спілки транспортних робітників.
З квітня 1929 по січень 1930 року — електромонтер, голова заводського комітету заводу «Ташкентський трамвай».
У січні — квітні 1930 року — голови правління Ташкентської окружної спілки комунальників.
З квітня по вересень 1930 року — завідувач організаційного відділу Ташкентської окружної спілки профспілок.
У вересні 1930 — лютому 1931 року — секретар партійного комітету механічної майстерні Головного управління «Головбавовна» в Ташкенті.
У лютому — жовтні 1931 року — завідувач організаційного відділу Пролетарського районного комітету КП(б) Узбекистану міста Ташкента.
У жовтні 1931 — січні 1934 року — секретар Мірзачульського районного комітету КП(б) Узбекистану.
У січні — липні 1934 року — секретар Пролетарського районного комітету КП(б) Узбекистану міста Ташкента.
З липня по жовтень 1934 року був слухачем інституту марксизму-ленінізму в Ташкенті.
У жовтні 1934 — липні 1935 року — секретар Ленінського районного комітету КП(б) Узбекистану міста Ташкента.
У липні 1935 — березні 1936 року — завідувач партійного відділу узбецької республіканської газети «Правда Востока».
З березня по червень 1936 року — заступник завідувача відділу культурно-просвітницької роботи ЦК КП(б) Узбекистану.
У червні 1936 — червні 1938 року — голова Комітету у справах фізичної культури та спорту при РНК Узбецької РСР.
У червні 1938 — серпні 1939 року — 1-й секретар Самаркандського обласного комітету КП(б) Узбекистану.
У серпні 1939 — липні 1941 року — студент Планової академії імені Молотова в Москві.
У серпні 1941 — січні 1943 року — завідувач організаційно-інструкторського відділу, завідувач сільськогосподарського відділу Джалал-Абадського обласного комітету КП(б) Киргизії.
З січня по липень 1943 року — начальник політичного управління Народного комісаріату землеробства Киргизької РСР у місті Фрунзе.
У липні 1943 — травні 1944 року — 1-й секретар Іссик-Кульського обласного комітету КП(б) Киргизії.
З травня 1944 року — 1-й секретар Джалал-Абадського обласного комітету КП(б) Киргизії.
У червні 1945 — жовтні 1946 року — 1-й секретар Клайпедського міського комітету КП(б) Литви.
У жовтні 1946 — липні 1948 року — слухач Вищої партійної школи при ЦК ВКП(б) у Москві.
У серпні 1948 — квітні 1949 року — представник Ради у справах колгоспів при РМ СРСР по Дагестанській АРСР у місті Махачкалі.
У травні 1949 — грудні 1950 року — заступник завідувача адміністративного відділу Ульяновського обласного комітету ВКП(б).
У грудні 1950 — лютому 1951 року — завідувач організаційно-колгоспного відділу Міністерства бавовництва СРСР.
У березні 1951 — квітні 1953 року — завідувач економічного відділу редакції газети «Советское хлопководство» в Москві.
З квітня 1953 року — редактор відділу газети «Сельское хозяйство» в Москві.
Помер у 1961 році в Москві.

## Нагороди
- орден Трудового Червоного Прапора (21.01.1939)
- орден Червоної Зірки
- медалі